# مطبوخة
مطبوخة هو طبق مطبوخ من الطماطم والفلفل الحلو المشوي مُتبَّل بالثوم والفلفل الحار. يأتي اسم الطبق من اللغة العربية ويعني «سلطة مطبوخة». ويُعدُّ بمثابة مُقبِّلة في كثير من الأحيان. تحظى المطبوخة بشعبية في جميع أنحاء المغرب الكبير وفي إسرائيل، حيث تم جلبها من قبل المهاجرين اليهود من المغرب وتونس والجزائر وليبيا.